# Mexiterpes calenturas
Mexiterpes calenturas är en mångfotingart som beskrevs av Shear 1982. Mexiterpes calenturas ingår i släktet Mexiterpes och familjen Trichopetalidae. Inga underarter finns listade i Catalogue of Life.